# Лобелия ежевидная
Лобе́лия ежевидная или лобе́лия длинночерешко́вая или лобе́лия эри́нус (лат. Lobelia erinus) — многолетнее травянистое растение, широко распространённое в декоративном садоводстве, относящееся к роду Лобелия семейства Колокольчиковые (Campanulaceae).

## Название
Видовой эпитет (лат. erinus), вероятно, происходит от греческого слова erineos, которым Диоскорид обозначил одно из растений, выделяющих млечный сок.
В литературе встречаются другие русские названия: лобелия садовая, лобелия ежевидная, лобелия бордюрная, лобелия синяя.

## Ботаническое описание

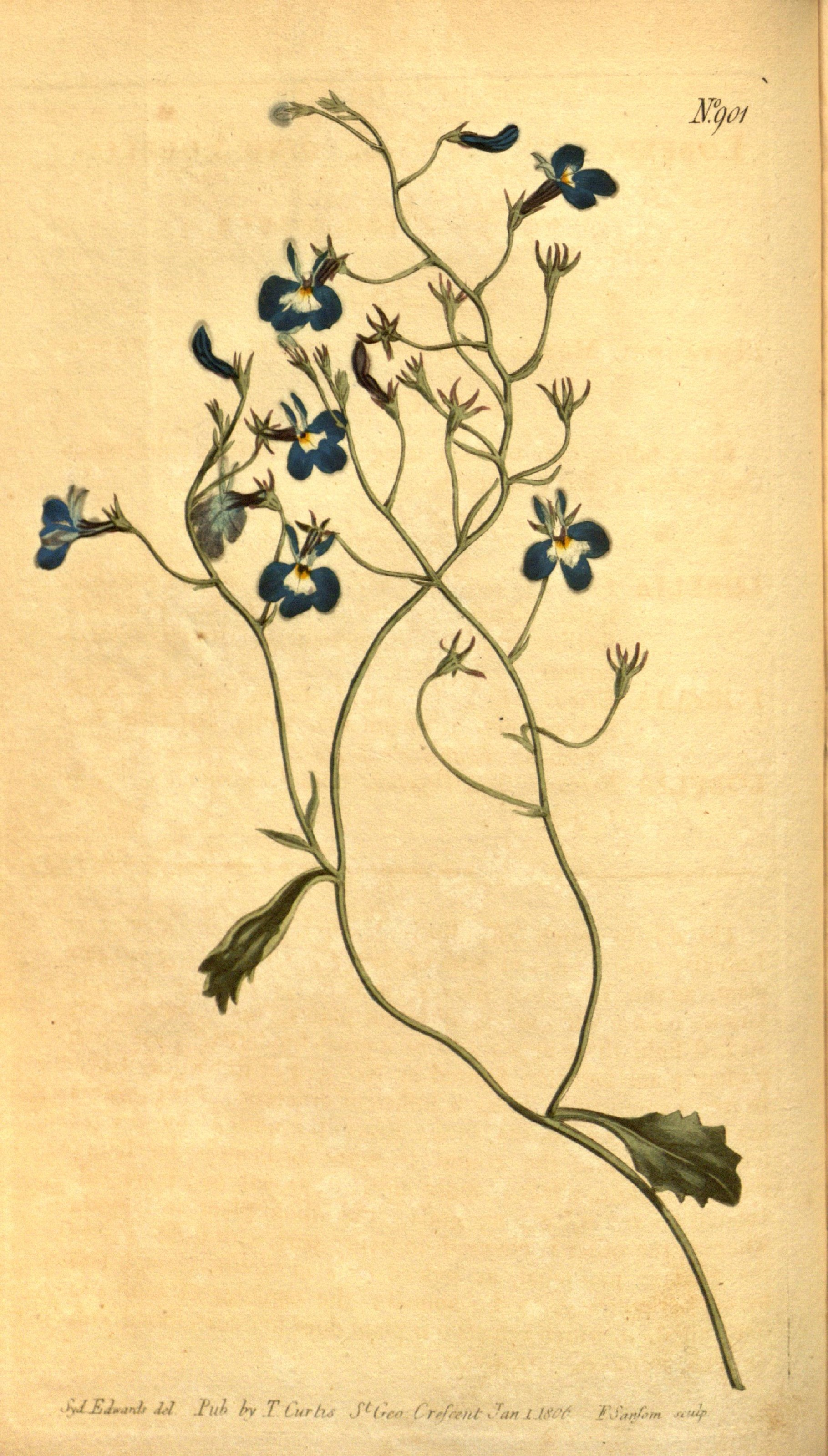

Многолетнее травянистое растение с тонкими, сильно ветвящимися, густо облиственными побегами без прикорневой розетки.
Кусты шаровидные, компактные или стелющиеся, 10—40 см высотой; междоузлия сближенные. Развиваются цветущие побеги первого, второго и третьего порядков. Побеги содержат млечный сок. Прилегающие к земле стебли способны к укоренению.
Листья очерёдные со спиральным расположением, овально-лопатчатые, цельные, по краю выемчато-зубчатые, остроконечные, мелкие длиной 3—6 см и шириной 1—1,5 см, светло- или тёмно-зелёные, встречаются также и с лиловым оттенком.

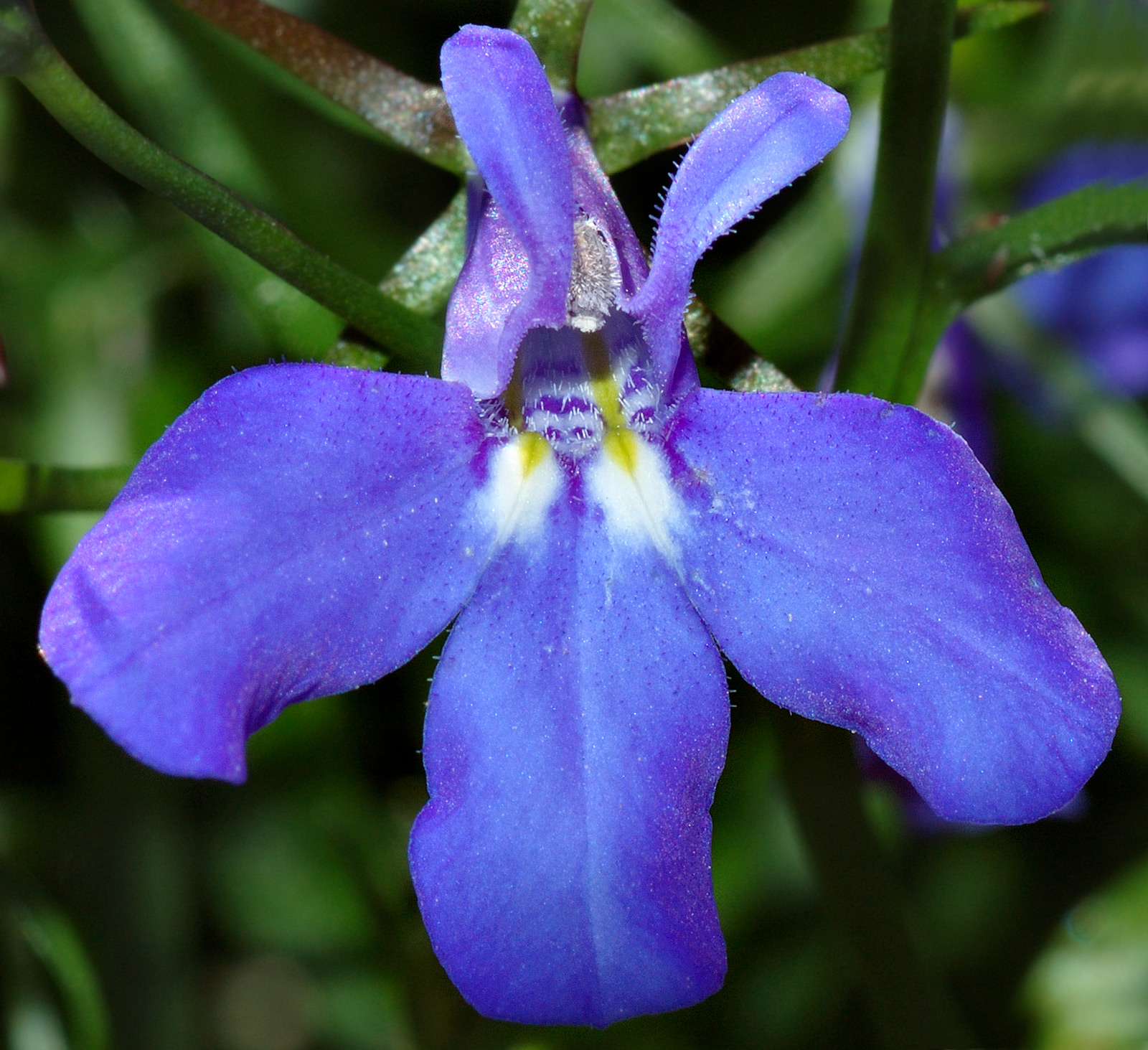
Цветок крупным планом

Соцветия малоцветковые. Цветок 1,3—2,0 см в диаметре, зигоморфный, сростнолепестный, двугубый, обоеполый. Верхняя губа состоит из двух сросшихся лепестков с узкими дольками, нижняя — из трёх более широких долек. Цветки одиночные, на короткой тонкой цветоножке, собраны на верхушке стебля, частью отходящие из пазухи каждого листа. Чашечка глубоко 5-лопастная. Пестик один, столбик нитевидный с двураздельным рыльцем, тычинок пять, пыльники на верхушке бахромчатые, завязь нижняя.
Окраска цветков у основного вида голубая. Садовые формы и сорта имеют широкий диапазон окраски от светло-голубой до тёмно-синей и фиолетово-синей, а также белую и пурпурную окраски.
Цветёт с июня по сентябрь — октябрь, семена созревают в августе — сентябре.
Плод — многосемянная (двухгнёздная) коробочка с многочисленными семенами, раскрывающаяся двумя створками. Семя с прямым зародышем и обильным эндоспермом, очень мелкое, длиной всего 0,4—0,6 и шириной 0,3—0,4 мм. Форма их почти правильной эллиптической формы. Поверхность семян гладкая, блестящая, или редко ямчатая. Окраска — от светло-коричневой до коричневой, у сортов с белыми цветками — светлая, почти кремовая.
Диплоидное число хромосом 2n=28—42.

## Географическое распространение
Происхождение — Капская область Южной Африки (влажные и каменистые места, среди кустарников). Растение интродуцировано и широко распространилось в культуре практически по всему миру, особенно часто встречается в субтропическом поясе и в зонах умеренного климата. В России встречается почти повсеместно в садах и парках. Имеются немногочисленные сорта, различающиеся по окраске цветов, листьев и форме куста.

## Биологические особенности

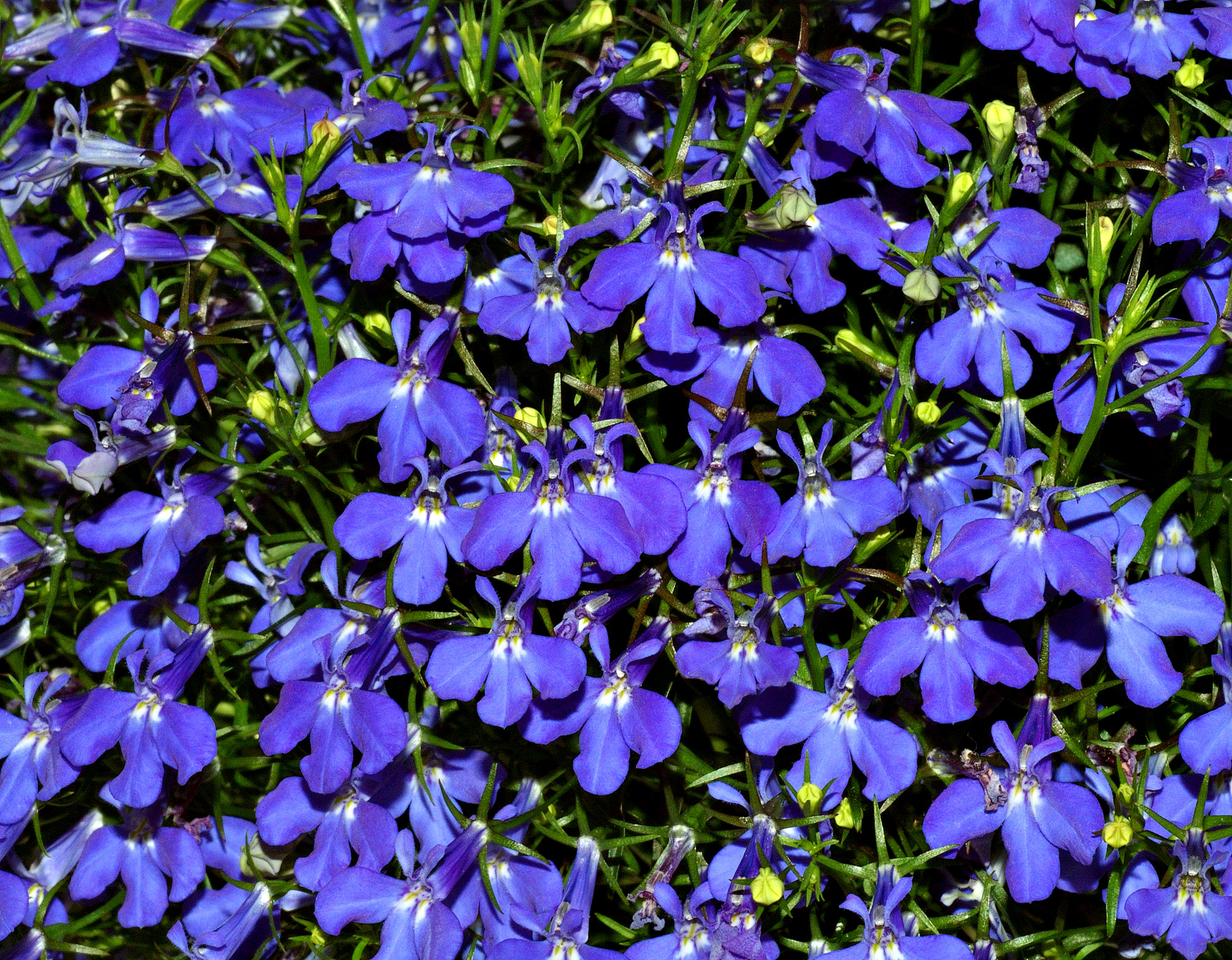
В культуре

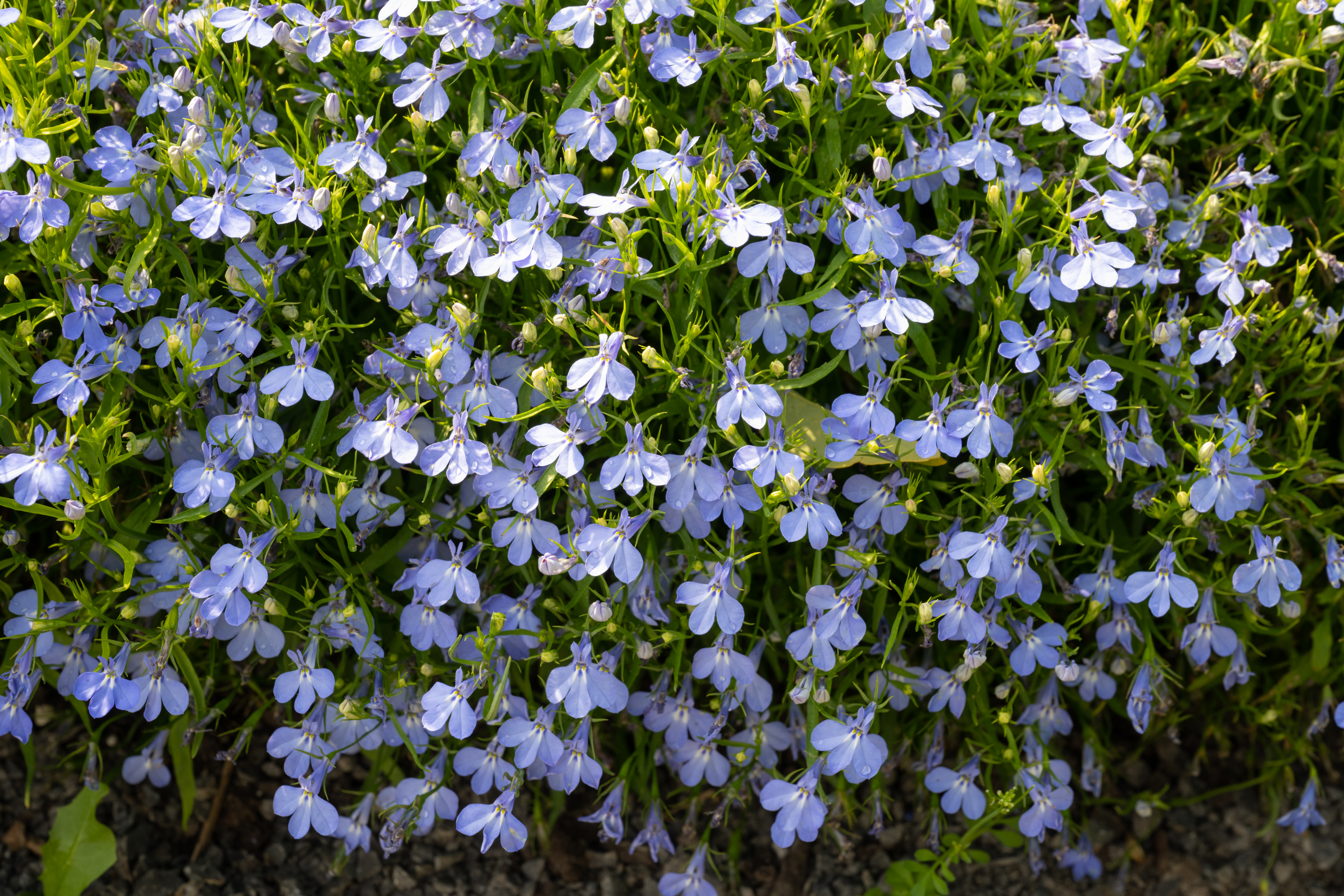
Сорт 'Cambridge Blue'

Растение относится к многолетним травянистым растениям, но в условиях Средней России не зимует, обычно выращивается как однолетнее растение.
Лобелия — светолюбивое, теневыносливое и влаголюбивое растение, достаточно холодостойкое (выдерживает минимальную температуру −7 °C). Предпочитает открытые, незатенённые места с хорошо дренированными супесчаными и суглинистыми почвами средней влажности. Чрезмерное переувлажнение почвы может привести к загниванию корневой системы. На почвах с избытком органических удобрений растения интенсивно вегетируют, обильно развивая побеги и листья в ущерб цветению.
В жаркую сухую погоду цветение почти прекращается. После первого цветения, если побеги срезать на высоте четырёх-пяти сантиметров от земли, можно вызвать новое кущение и вторичное обильное цветение. Для получения компактного и густого куста его верхушку можно прищипнуть, когда он достигнет высоты 2,5 см. Относительно легко выдерживает пересадку в цветущем состоянии. При достаточном количестве тепла и влаги лобелия цветёт до заморозков. Растение можно пересадить в горшок и использовать как комнатное растение.
Размножается семенами. В 1 г содержится 30—50 тыс. штук семян. Семена сохраняют всхожесть в течение трёх-четырёх лет. Для получения 100 растений требуется около 0,05 г семян. Оптимальная температура для прорастания 20—25 °С. Растение с медленным циклом развития. Зацветает через 70—80 дней после посева.
Лобелия — перекрёстно-опыляющееся растение, с протерандрическими цветками. Опыляется пчёлами и бабочками.
При выращивании в одном хозяйстве нескольких сортов лобелии для сохранения их чистоты необходима пространственная изоляция между участками не менее 200 м.
Болезни и вредители не выявлены. Есть указание в литературе, что вред растению приносит тля и растительный клоп. Лобелия может быть поражена гнилью, настоящей или ложной мучнистой росой. На листьях иногда появляется ржавчина, головня и пятнистость.

## Декоративное использование
Используется для создания цветников, клумб, ярких пятен на газоне.

## Агротехника
Подкормка азотными удобрениями.

## Таксономия и классификация
Синонимы
- Dortmannia erinoides (L.) Kuntze
- Dortmannia erinus (L.) Kuntze
- Dortmannia flexuosa (C.Presl) Kuntze
- Dortmannia lavandulacea (Klotzsch) Kuntze
- Dortmannia senegalensis (A.DC.) Kuntze
- Enchysia erinoides (L.) C.Presl
- Grammatotheca erinoides (L.) Sond.
- Laurentia erinoides (L.) G.Nicholson
- Lobelia acutangula (C.Presl) A.DC.
- Lobelia algoensis A.DC.
- Lobelia altimontis E.Wimm.
- Lobelia bellidifolia L.f.
- Lobelia bellidifolia Thunb.
- Lobelia benguellensis Hiern
- Lobelia bicolor Sims
- Lobelia bracteolata A.DC.
- Lobelia candida Link nom. inval.
- Lobelia chilawana Schinz
- Lobelia dortmannii Dammann
- Lobelia erinifolia Salisb. nom. illeg.
- Lobelia erinoides L.
- Lobelia erinoides Thunb.
- Lobelia jugosa S.Moore
- Lobelia keilhackii E.Wimm.
- Lobelia kohautiana Vatke nom. illeg.
- Lobelia lavendulacea Klotzsch
- Lobelia lydenburgensis E.Wimm.
- Lobelia melsetteria E.Wimm. nom. inval.
- Lobelia montaguensis E.Wimm.
- Lobelia natalensis A.DC.
- Lobelia nuda Hemsl.
- Lobelia nuzana E.Wimm.
- Lobelia oranjensis E.Wimm.
- Lobelia parvifolia Raf. nom. illeg.
- Lobelia polyodon E.Wimm.
- Lobelia procumbens J.Forbes
- Lobelia raridentata E.Wimm.
- Lobelia rosulata S.Moore
- Lobelia schrankii Sweet
- Lobelia senegalensis A.DC.
- Lobelia transvaalensis Schltr.
- Lobelia trierarchii R.D.Good
- Lobelia turgida E.Wimm.
- Lobelia wildii E.Wimm.
- Monopsis conspicua Salisb. nom. illeg.
- Rapuntium acutangulum C.Presl
- Rapuntium bellidifolium (L.f.) C.Presl
- Rapuntium bicolor (Sims) C.Presl
- Rapuntium erinoides (L.) Mill.
- Rapuntium erinus (L.) Mill.
- Rapuntium kohautianum C.Presl
- Rapuntium krebsianum C.Presl
- Rapuntium procumbens (J.Forbes) C.Presl